# Terratrèmol de Puebla de 2017
El Terratrèmol de Puebla, també denominat Terratrèmol de Morelos, va ser un moviment tel·lúric registrat a Mèxic a les 13:14 hora local (UTC-5) del dimarts 19 de setembre del 2017. Va tenir una magnitud preliminar de 7,1° amb epicentre a 12 quilòmetres al sud-est d'Axochiapan, estat de Morelos a 5 quilòmetres de San Juan Raboso, Puebla. La premsa va destacar profusament la coincidència en la data d'aquest sisme amb la del terratrèmol ocorregut en 1985, que també va succeir un 19 de setembre. Malgrat tot, apart de la data, no tenen cap altra relació. El de 1985 va succeir a la costa davant de Michoacán i Guerrero, a la zona de subducció de la placa de Cocos sota la placa Nord-americana, mentre que el sisme de 2017 va ser un fenomen intraplaca.

## Tectònica i sismicitat a Puebla i Morelos
Els sismes són un fenomen bastant freqüent a la regió en què s'emplacen els estats de Puebla i Morelos. El 24 d'octubre de 1980 es va registrar un sisme d'idèntica magnitud l'epicentre de la qual es va localitzar a sol 57 quilòmetres de l'epicentre d'aquest esdeveniment
sísmic, causant danys a la ciutat de Puebla. Mèxic en general, amb un registre de 40 sismes diaris, es classifica entre les zones d'alta sismicitat del planeta. La raó és la dinàmica d'una complexa interacció tectònica entre cinc plaques: la Placa nord-americana, la de Cocos, la del Pacífic, la de Rivera i la del Carib.

## Víctimes i danys
Les notícies preliminars de la premsa local i nacional van informar de 61 víctimes fatals: 42 a l'estat de Morelos, 11 a Puebla i vuit a l'Estat de Mèxic. El nombre de morts va anar en augment durant les hores de la tarda i la premsa internacional va informar que serien almenys 93 les víctimes fatals en tot el país. La xifra de morts va créixer minut a minut i va arribar a 139 en acostar-se la nit, mentre les feines de rescat de supervivents i cossos sense vida dels edificis col·lapsats continuaven.
El sisme va destruir desenes d'edificis a Ciutat de Mèxic, i la carretera que uneix la capital amb Acapulco també va resultar parcialment destruïda. L'aeroport Benito Juárez de la Ciutat de Mèxic va parir danys que van obligar a suspendre per algunes hores el seu funcionament.
El 5 d'octubre, Luis Felipe Puente, coordinador nacional de Protecció Civil, va confirmar una xifra final de víctimes mortals de 369 persones: 228 decessos a Ciutat de Mèxic, 74 a Morelos, 45 a Puebla, 15 a l'Estat de Mèxic, 6 a Guerrero i 1 a Oaxaca. Segons un informe de l'Institut Belisario Domínguez del Senat de la República, a partir d'informació de Animal Político, la informació més completa al respecte es va trobar a la capital del país, on es va registrar que del total de morts, 200 eren adults i 28 nens. D'altra banda, 138 (61%) eren dones i setze menors i 122 adultes. Els 90 restants (39%) eren homes i, divuit menors i 72 adults. A Ciutat de Mèxic, la major part de les morts es van concentrar en les delegacions de Cuauhtémoc i Benito Juárez.
Així mateix, la Secretaria de Relacions Exteriors del Govern de Mèxic va confirmar la mort de deu estrangers: un argentí, un sud-coreà, dos espanyols, un panameny i cinc taiwanesos.
Tot i que la xifra exacta de víctimes es desconeix, es calcula que més de 6000 persones van resultar ferides, amb més de 800 d’elles a Ciutat de Mèxic.